# Raymonde Goudou Coffie
Raymonde Michèle Goudou Coffieest une femme politique ivoirienne née à Abidjan en 1965.

## Biographie

### Famille et études
Née de père originaire de la Guadeloupe et de mère ivoirienne, Raymonde Goudou Coffie est mariée et mère de deux enfants. Pharmacienne biologiste, diplômée d'État d'un doctorat en pharmacie à l'UER de pharmacie de Caen (France) en 1984, elle est aussi diplômée en secourisme et gestion des entreprises.

### Carrière professionnelle et ministérielle
Après avoir été assistante à la pharmacie Poubeau dans le 17e arrondissement de Paris, elle devient ensuite pharmacien-chef de la pharmacie et du laboratoire du Centre hospitalier régional (CHR) de Yamoussoukro (Côte d'Ivoire). Disposant d’une expertise en genre, droit et protection des femmes, elle est également formatrice et conférencière en Côte d’Ivoire et à l’étranger. Propriétaire d’une pharmacie privée, elle est conseillère technique du ministre des Sports et des Loisirs, chargée des projets et de la mobilisation des ressources de 2000 à 2002.
Elle est ministre de la Famille, de la Femme et de l'Enfant de juin 2011 à novembre 2012, ainsi que porte-parole adjointe du gouvernement, avant d'occuper le poste de ministre de la Santé et de l'Hygiène publique (2012-2018). Depuis juillet 2018, elle est à la tête du ministère de la Modernisation de l'Administration et de l'Innovation du service public de Côte d'Ivoire. Elle est aussi depuis mars 2020 la ministre par intérim de la Culture et de la Francophonie.
Le 18 juin 2021, Raymonde Goudou Coffie est nommée ministre gouverneure du district autonome des Lacs.
Le samedi 18 janvier 2025, Raymonde goudou, remet une ambulance médicalisée à l’hôpital général de Daoukro Centre-Est région de Iffou)

### Activités partisanes
Raymonde Goudou Coffie a commencé à militer pour le Parti démocratique de Côte d'Ivoire (PDCI) en 2000. Elle intégra d’abord la structure la plus basse du parti (le comité de base), pour ensuite entrer au Bureau politique du PDCI, cinq ans après. Par la suite nommée à l’inspection du parti, elle sera plus tard la secrétaire exécutive du PDCI chargée de la femme et de la santé. Raymonde Goudou Coffie est désormais militante du Rassemblement des houphouëtistes pour la démocratie et la paix (RHDP), et s’est vu confier la coordination du parti dans la région du Bélier en prélude à l'élection présidentielle de 2020 en Côte d’Ivoire.

### Activités associatives et humanitaires
Raymonde Goudou Coffie est engagée dans des activités associatives et humanitaires. Membre bénévole du comité interministériel de la cellule Solidarité et Action humanitaire du ministère de la Solidarité, des Affaires sociales et des Handicapés, elle était chargée de la confection des kits de médicaments en direction des zones CNO (Centre, Nord, et Ouest) de la Côte d’Ivoire, de 2002 à 2004. En 2002, elle fut présidente du Linner Wheel Club d'Abidjan, affilié au Rotary. De 2003 à 2011, elle fut membre fondateur et vice-présidente de la Coalition des femmes Leaders de Côte d’Ivoire (CFELCI). En 2008, Raymonde Goudou Coffie présidait la Fondation Ouyine pour le développement communautaire et local, avant d’occuper en 2009 le poste de vice-présidente de la Commission hébergement du premier championnat d’Afrique des Nations en Côte d’Ivoire (COCHAN). À la première édition au N’zrama Festival du District Autonome des Lacs juillet 2023, elle fut intronisée reine.

### Distinctions
Raymonde Goudou Coffie a reçu plusieurs distinctions honorifiques au cours de ses activités. Faite commandeur dans l'ordre de la Santé, commandeur dans l'ordre du Mérite culturel ivoirien, et ambassadrice du Port du pagne baoulé au niveau national, elle reçut également au niveau international les distinctions de Paul Harris Felow et de commandeur de l'ordre de Malte,.